# Путьки
Пу́тьки (бел. Пу́цькі) — деревня в составе Осиновского сельсовета Чаусского района Могилёвской области Республики Беларусь.

## История
Первое упоминание в 1560 году как деревня Путьковичи, Могилёвской волости. Относилась к государственной собственности.
В 1604 году была центром войтовства Оршанского повета. В 1742 году было 26 дворов, мельница, корчма. В 1762 году была отдана
в пожизненное владение подскарбию Великого Княжества Литовского Ян Ежи Флеммингу.
В 1772 году, после первого раздела Речи Пасполитой вошла в состав Российской империи. С 1785 относилась к Чаусскому повету и насчитывала 76 дворов. В 1847 году было 75 дворов, 371 житель, относилась к имению Яловое. С 1846 года в деревне стали производить сукно. В XIX веке принадлежала семье графам Дмитрия Александровича Толстого, который был губернатором Могилёвской губернии.
В 1897 году деревня насчитывала 617 жителей, 104 дворов и относилась к Чаусской волости, Чаусского повета. В начале XX столетия здесь было открыто народное училище (школа), в которой в 1907 году училось 47 мальчиков и 11 девочек. В 1915 году было построено отдельное здание для школы. В 1925 году училось 105 учеников. На её базе был создан пункт по ликвидации неграмотности среди взрослых.
В 1934 году на базе деревни был образован колхоз имени В. М. Молотова. В 1940 году было 139 дворов, 618 жителей. Во время Великой Отечественной войны с 15 июля 1941 по 24 июня 1944 находилась под немецкой оккупацией. В июне 1944 года фашисты сожгли здесь 131 двор.
После войны была отстроена вновь, при этом, в 1945 была создана МТС «Победа», упразднённая 31 марта 1958 года.
С 1990 года являлась центром совхоза «Чаусский».

## Население
- 1742 — 26 дворов, около 120 жителей
- 1785 — 76 дворов, около 350 жителей
- 1847 — 75 дворов, 371 житель
- 1897—104 двора, 617 жителей
- 1940—139 дворов, 618 жителей
- 2010 — 293 жителя